# Балдук (Мядельський район)
Балдук (біл. вёска Балдук) — село в складі Мядельського району Мінської області, Білорусь. Село підпорядковане Свірській селищній раді, розташоване в північній частині області.